# Educação em Trelleborg
Trelleborg é uma cidade portuária do extremo Sul da Suécia, localizada na província histórica da Escânia. Os serviços educacionais na cidade são bastante diversificados.

## Educação infantil
Em Trelleborg, há uma grande variedade de pré-escolas (förskola) para a educação infantil. As pré-escolas municipais têm o município de Trelleborg como diretor e as pré-escolas independentes têm outro diretor que não o município de Trelleborg.
Pré-escolas administradas pelo município de Trelleborg : Ajgeldingerska villan, Alstad förskola, Bäcka förskola, Dalajärs förskola, Flaningens förskola, Fågelsångens förskola, Gertrudsgårdens förskola/OB, Granlunda förskola, Högalids förskola, Klagstorps förskola, Klämmans förskola, Klöverns förskola, Kontinentens förskola, Modeshögs förskola, Månssonska Villan, Orrens förskola, Pilekvistens förskola, Prästkragens förskola, Skegrie förskolor, Smygehamns förskola, Smörblommans förskola, Sockertoppens förskola, Solrosens förskola, Söderängens förskola, Uddens förskola, Änghögs förskola, Örtagårdens förskola, Öster Järs förskola, Österlids förskola.
Pré-escolas independentes : Näktergalens förskola, Pilens Montessoriskola, Förskolan Solöga i Beddingestrand, Månkattens förskola, Förskolan Amico, Sagoborgen Förskola, Förskolan Maracas.

## Ensino primário
O ensino primário (grundskola) dura nove anos, e é acessível a todas as crianças entre 7 e 16 anos.
Escolas primárias administradas pelo município de Trelleborg : Borgen, Bäckaskolan F-6, Fågelbäcksskolan 7-9, Gislöv, Gylle, Kattebäckskolan F-6, Klagstorps skola F-6, Kontakta grundskolorna, Liljeborgsskolan 4-9, Ljunggrenska skolan F-3, Pilevallskolan F-9, Serresjöskolan F-6, Skegrie skola F-6, Smygeskolan F-6, Västervångskolan F-9, Västra Alstad skola F-6, Väståkra F-9, Östra skolan F-6.
Escolas primárias independentes : Kunskapsskolan Trelleborg, Pilens Montessoriskola.

## Ensino médio

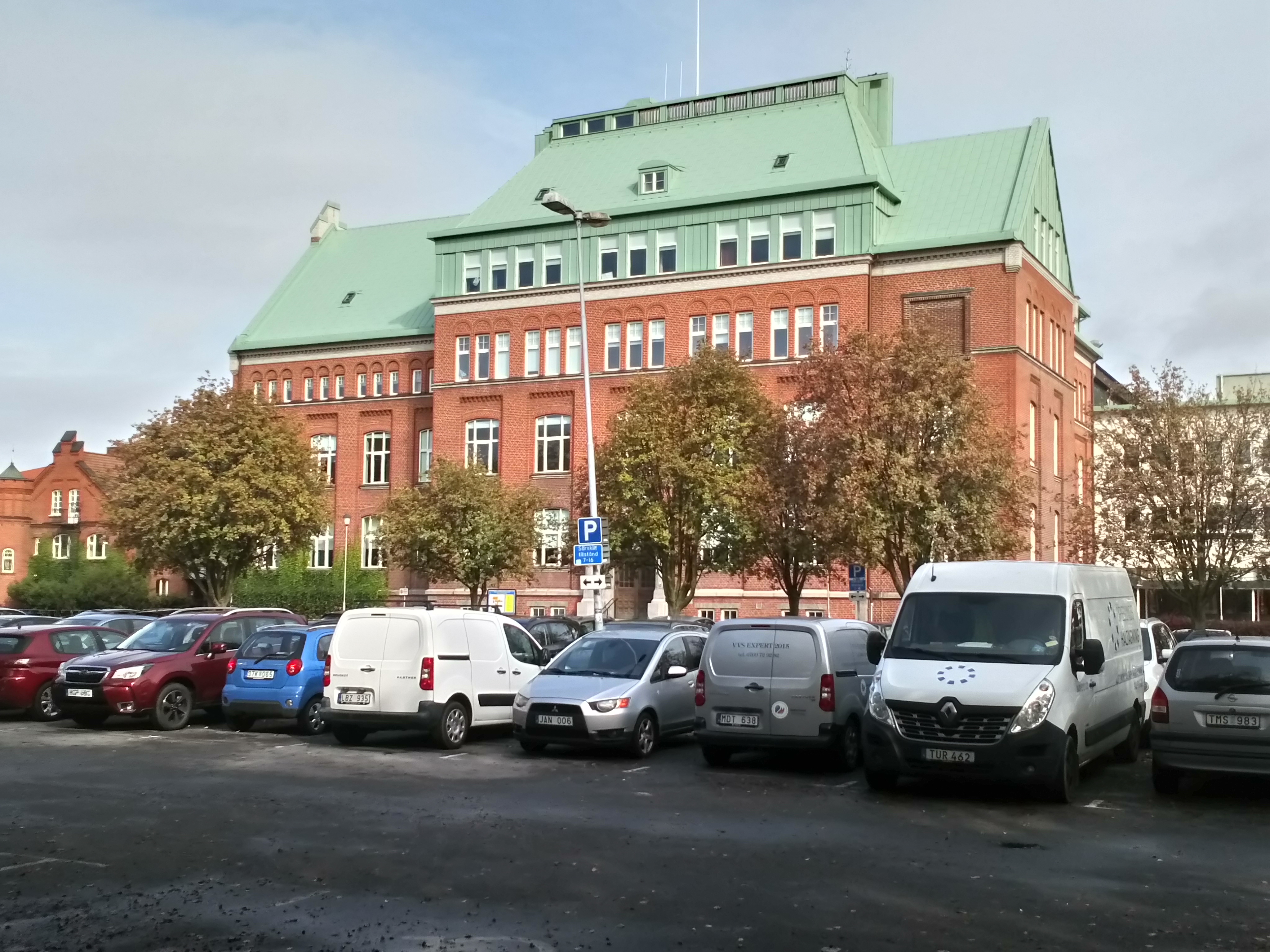
Prédio principal da unidade São Nicolau do Söderslättsgymnasiet

Söderslättsgymnasiet é a única escola secundária em Trelleborg. A escola é uma continuação do sistema educacional geral superior de Trelleborg que existia até 1966. A própria escola secundária é dividida em 2 unidades, São Nicolau e o Bastião. A escola possui um ginásio de futebol de elite e patinação artística local, hóquei no gelo e ginásio de basquete .
A escola secundária consiste em diferentes tipos de programas :
- Dezoito programas nacionais com duração de três anos. Estes consistem em seis programas preparatórios para universidades (högskoleförberedande program) e doze programas vocacionais (yrkesprogram). Os programas são divididos em disciplinas comuns do ensino médio, disciplinas comuns do programa, especializações, escolha individual, especializações do programa e trabalho de graduação;
- Cinco programas introdutórios (Introduktionsprogram) para estudantes que não são elegíveis para um programa nacional;
- Educação que se desvia da estrutura do programa nacional; variantes especiais, cursos de recrutamento nacionais e cursos de esportes aprovados nacionalmente.
Os programas preparatórios para a universidade são base para a educação continuada no nível universitário. Existem seis programas preparatórios para faculdades nacionais: (1) economia, (2) estética, (3) humanas, (4) ciências naturais, (5) ciências sociais, e (6) tecnologia.
Os doze programas vocacionais nacionais são os seguintes: (1) criança e lazer, (2) construção e engenharia civil, (3) eletricidade e energia, (4) veículos e transporte, (5) comércio e administração, (6) artesanato, (7) hotelaria e turismo, (8) engenharia industrial, (9) meio ambiente, (10) restaurante e alimentação, (11) aquecimento, ventilação e saneamento, e (12) atendimento e assistência social .
O programa introdutório é para estudantes que não têm acesso ou que, por outras razões, não podem participar de um programa nacional. O programa introdutório é principalmente um curso preparatório, onde o objetivo é passar os estudantes para um programa nacional. Também pode ser um programa personalizado de 3 a 4 anos ou seguir completamente um programa nacional, exceto no assunto em que o estudante não tem permissão. Existem cinco tipos de programas introdutórios: (1) treinamento de preparação, (2) escolha individual orientada a programas, (3) introdução profissional, (4) alternativa individual e (5) introdução de idiomas .
A educação esportiva está disponível para quem pratica esporte no nível de elite, e o estudante tem a oportunidade de combinar o treinamento esportivo com estudos no ensino médio .